# Alternaria alternata
Alternaria alternata, coneguda com a alternària o taca negra, és un fong ascomicot i dematiaci que ha estat identificar com el causant de la taca del caqui i altres malalties en més de 380 espècies. És un patogen oportunista en la majoria d'hostes que causa taques a les fulles, podridures i descoloracions en moltes parts de planta.
També put causar infeccions en el tracte respiratori superior i asma en éssers humans amb una immunitat reduïda.
Aquest fong té molts hostes potencials, encara que atén a la soca. En aquesta revisió, només s'avalua Alternaria alternata f. sp. lycopersici (AAL). Aquest patogen sols infecta certes cultivars de tomatera. És per això que se sol anomenar com a necrosi de la tija quan la plàntula és jove i podridura negra quan es dona en els fruits.

## Hostes i símptomes
Alternaria alternata té molts hostes diferents segons la seua espècie forma. En aquest article, només es valorarà Alternaria alternata f. sp. lycopersici (AAL). Aquest patogen només infecta certes cultivars de tomaquera.
La simptomatologia més característica és la necrosi de la tija. El fong pot residir en llavors i plàntules, i sovint s'estén mitjançant espores que viatgen per l'aire i per la terra si hi ha moviment d'aquesta en jardins o hivernacles. També pot estendre's mitjançant el contacte amb altres plantes. Sota infecció severa, les lesions s'eixamplen i fusionen causant la infestació de les fulles. Aquesta progressió de símptomes es va descobrir en investigacions al Pakistan: els símptomes primerencs en tomaqueres comença per engroguir-se, a vegades marró, i les fulles més baixes, començant per les puntes de fulla i avança al llarg dels marges fins al pecíol. Aquesta progressió continuada fins que la totalitat de la fulla està coberta per teixit infectat i és llavors quan cau la fulla. A més a més, les plantes poder arribar a presentar una defoliació severa, el que comporta pèrdues de collita considerable quan ocorre abans de la floració. El fruit també pot ser infectat també, amb taques marrons, fent-los immenjables. Una vegada que la malaltia s'ha estés fins a un punt crític, poc es pot fer per salvar la planta.
El símptoma principal d'alternària són les taques necròtiques. Pot residir en llavors i plàntules, i sovint s'estén mitjançant espores per l'aire o per la terra. Així com, mitjançant el contacte amb altres plantes. Sota una infecció severa, s'amplien les lesions i arribant a fusionar-se causant la mort de les fulles. Aquesta progressió simptomatològica es va investigar al Pakistan: els símptomes que afecten la tomaquera comencen per les fulles més baixes, engroguir-se i bronzejar-se, començant per les puntes de la fulla i avançant al llarg dels marges del pecíol. Aquesta progressió continua fins que les fulles senceres es cobreixen de teixit necrotitzat, i llavors es cauen. A més a més sota les fulles necròtiques, les plantes presenten una severa defoliació, la qual cosa esdevé en pèrdues de collita considerables quan ocorre abans de la floració. El fruit de la tomaquera també pot ser infectat, amb taques necròtiques marrons i negres. Una vegada la malaltia s'ha estès fins a un punt, poc es pot fer per salvar la planta.
Hi ha diversos factors endogens a l'hoste que afecten el desenvolupament de la malaltia. Per exemple, diverses vies de senyalització dins plantes de la tomaquera afecten la seua susceptibilitat a l'alternària. L'àcid salicílic promou resistència a la malaltia i antagonitza amb la resposta de l'etilè. Aquest últim compost controla la síntesi de l'àcid jasmònic, el qual és necessari en la via de la susceptibilitat. Independentment, l'un i l'altre, l'àcid salicílic, l'etilè i l'àcid jasmònic poden influir en la susceptibilitat de la tomaquera a l'alternària. La diagnosi de l'alternària es fa sovint observant els senyals i símptomes d'aquest patogen fúngic. A més a més, també s'han trobar cultivars resistents a una de les toxines produïdes pel fong, la qual cosa afecta el desenvolupament de la malaltia. Per veure amb més detall aquest procés aneu a la secció de Patogènesi.

## Entorn
Per a sobreviure Alternaria alternata necessita un ambient càlid i humit. Sovint es troba a les regions de clima humit, o allà on hi ha hagut pluviositat significativa. El fong pot viure en llavors i plàntules, i també s'estén per espores. Aquesta malaltia fúngica floreix en plantes mortes que han quedat durant tot l'hivern. A més, quan mort pot infectar la pila de compost quan s'afegeix podent estendre's a altres plantes.
No hi ha cap insecte vector d'aquesta malaltia. Això significa que utilitzar insecticides no té cap efecte sobre la susceptibilitat d'una tomaquera a aquest patogen. Tanmateix, hi ha diverses pràctiques culturals que es poden fer per suprimir l'impacte d'aquest fúngic. La malaltia comença a les fulles exposades de l'hoste. Les plantes plantades a les fileres amb direcció est-oest presenten la malaltia de manera més severa que fer les plantes van plantar direcció nord-sud. Això esdevé en una menor susceptibilitat a la malaltia d'aquelles plantes plantades en direcció nord-sud. També s'ha observat que tenen major susceptibilitat a agafar la malaltia quan es planten entre abril i juny, ja que és quan el patogen està més present. Per tant, els tractaments antifúngics haurien de realitzar-se durant la primavera tardana. Tanmateix, si un hort té un historial de malaltia, s'aconsella prendre mesures extres. Això es podria fer tractant amb fungicida les tomaqueres a finals d'abril i de 2 a 3 setmanes més tard. Com que aquest fong es desenvolupa en ambients humits, no és aconsellable regar en excés, perquè les fulles poden retenir la humitat i augmentar la susceptibilitat a la malaltia. Creant així un entorn òptim per a que el fong puga sobreviure i créixer. Una solució a aquest problema és emprar reg per degoteig, deixant la part aèria de la planta seca.

## Cicle de malaltia
El teleomorf de l'Alternaria alternata és Clathrospora diplospora. Per tant, aquest patogen es propaga mitjançant espores asexuals anomenades conidis. Aquests conidis es reprodueixen en lesions a les fulles madures o mortes. La seua producció pot començar dins de la fulla mentre uns deu dies després apareixen els primers símptomes, i pot continuar fins a cinquanta dies. Els conidis de l'alternària es dispersen mitjançant corrents d'aire, i el seu alliberament de les lesions pot ser provocat per l'impacte de les gotes de pluja, o fins i tot només una gota de rosada. Quan un conidi arriba a la superfície foliar, no germinarà fins a tenir humitat, això sol ocórrer al final de la matinada, en caure la rosada. Pot entrar a través dels estomes, o penetrar directament a través de l'epidermis foliar utilitzant el seu apresori, infectant la fulla en 12 hores.

## Patogènesi
En el nivell cel·lular, les toxines són produïdes per l'alternària que és allò que genera la patogenicitat sobre la tomaquera. Aquesta micotoxina específica d'hoste s'anomena fumonisina B1. Va ser identificada i confirmada mitjançant una ionització per bombardeig d'àtoms ràpids i espectrometria de masses per ionització amb electrosprai. Així doncs, les tomaqueres que són resistent a aquest patogen és en part a causa de presentar resistència enfront aquesta toxina específica. Aquesta resistència al patogen és heretable, com un gen únic que expressa dominància completa. Tanmateix, la sensibilitat a la fumonisina B1 gen és controlada per un sol locus amb dos al·lels que expressen dominància incompleta en heterozigosi. A més de trobar resistència en un gen específic, també pot ser donada en rutes de senyalització.

## Identificació

### Teleomorf
Desconegut

### Anamorf
Conidiòfor

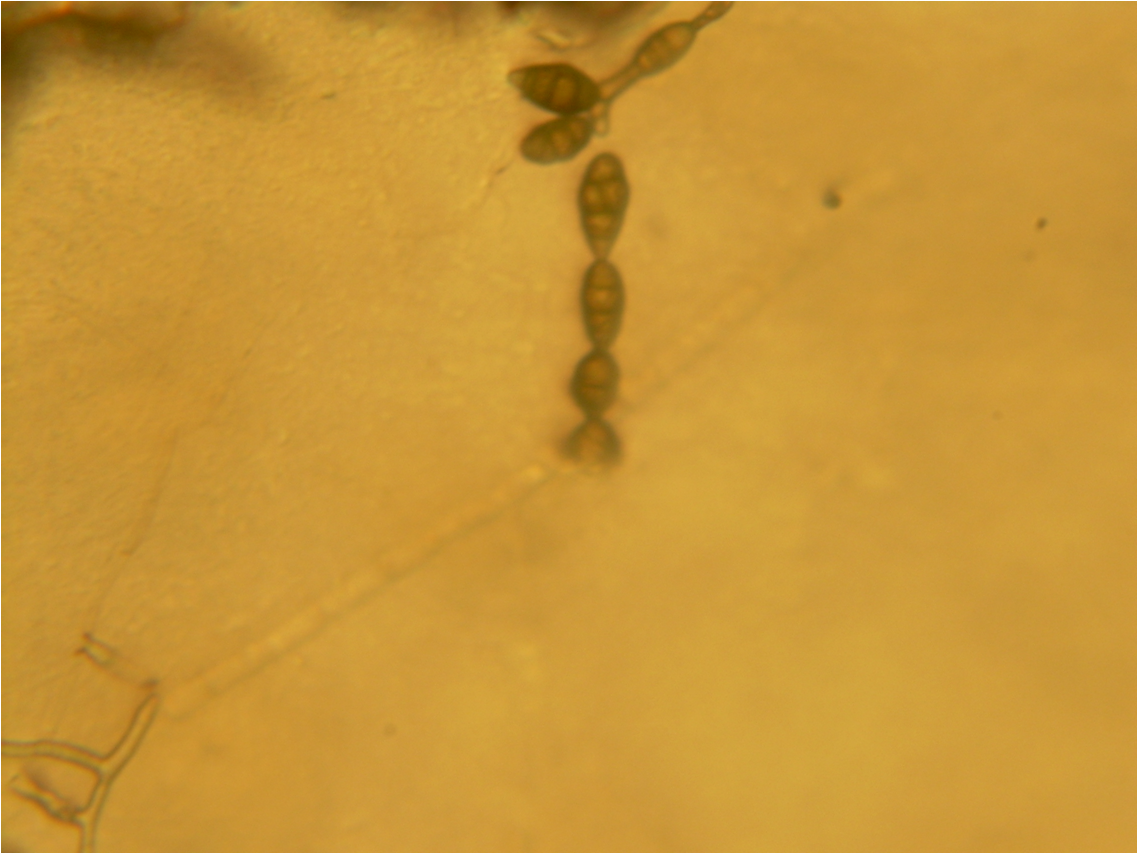
Conidis dAlternaria alternata concatenats.

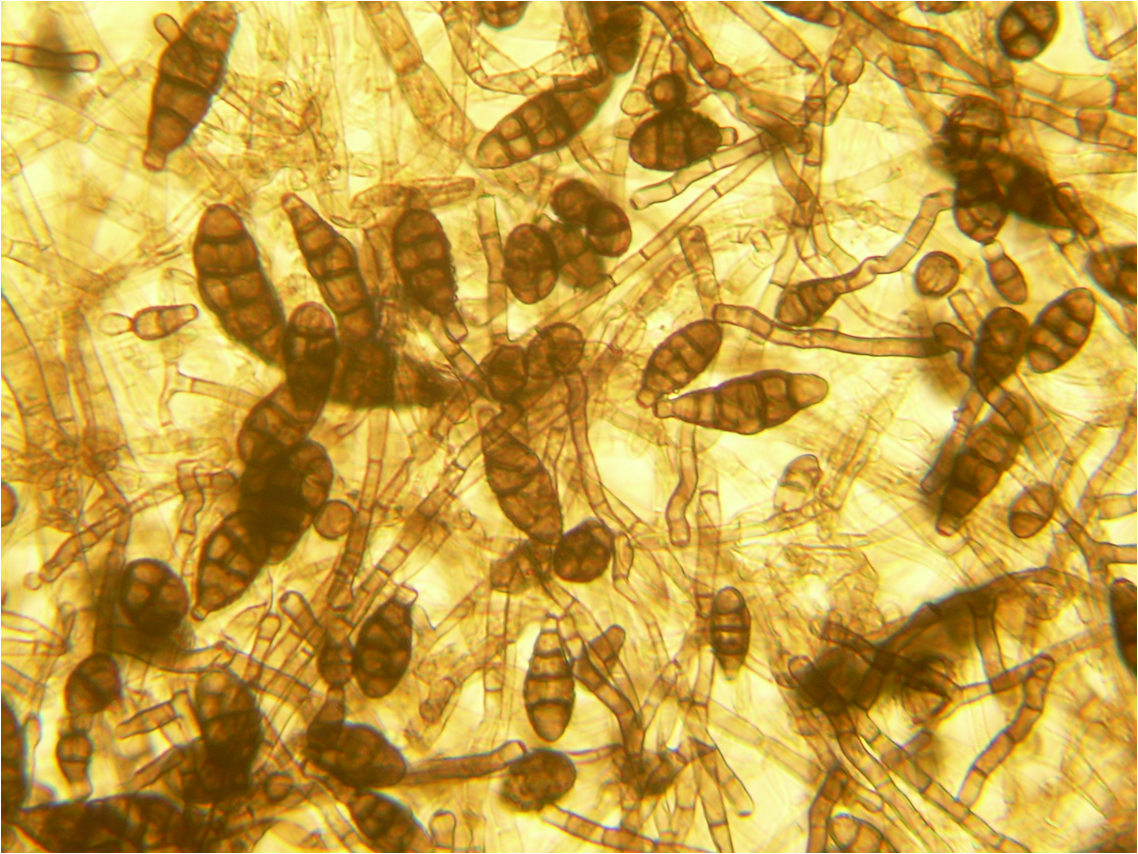
Conidis dAlternaria alternata.

- Color: Marró pàl·lid a marró d'oliva
- 25-60 x 3-3.5 µm
- Recte o flexuós
- Conidiòfors individuals s'alcen directament des del substrat en forma d'arbust, format per 4-8 llargues conidis concatenats.
- Les conidiòfors secundaris solen ser curts generalment i monocamerals.

Conidis
- Color: Marró pàl·lid a marró lleuger
- Forma ovoide o obclavada, amb l'extrem cònic, curt i trencadís.
- Superfície llisa o rugosa
- Mida
  - 20-63 x 9-18 µm
  - Conidi madur: 10-30 x 5-12 µm
- Septe
  - amb 1 a 9 septes transversals i diversos longitudinals o oblics.
- Cadenes
  - Normalment la cadena més llarga està formada per 5 conidis.
  - Els complexos de cadenes poden arribar a contenir fins a 50-60 conidis.

## Galeria

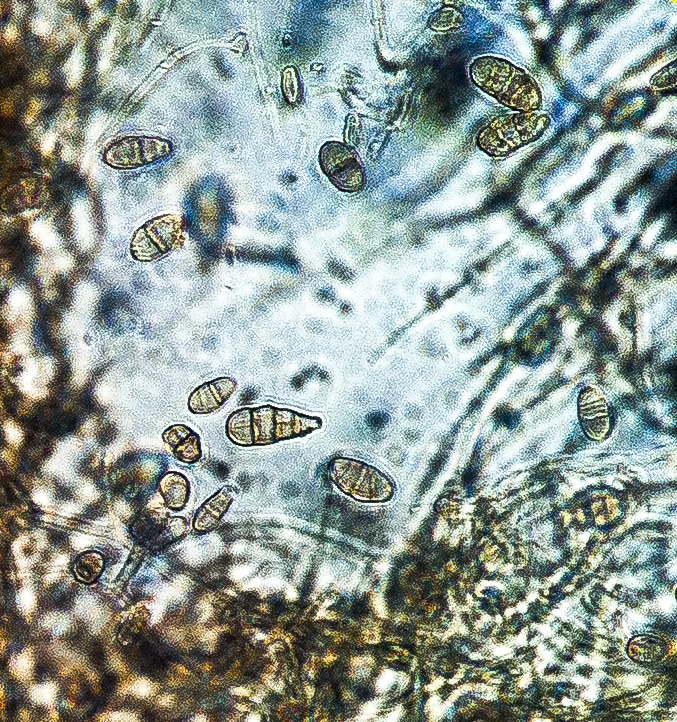
Visió al microscopi òptic
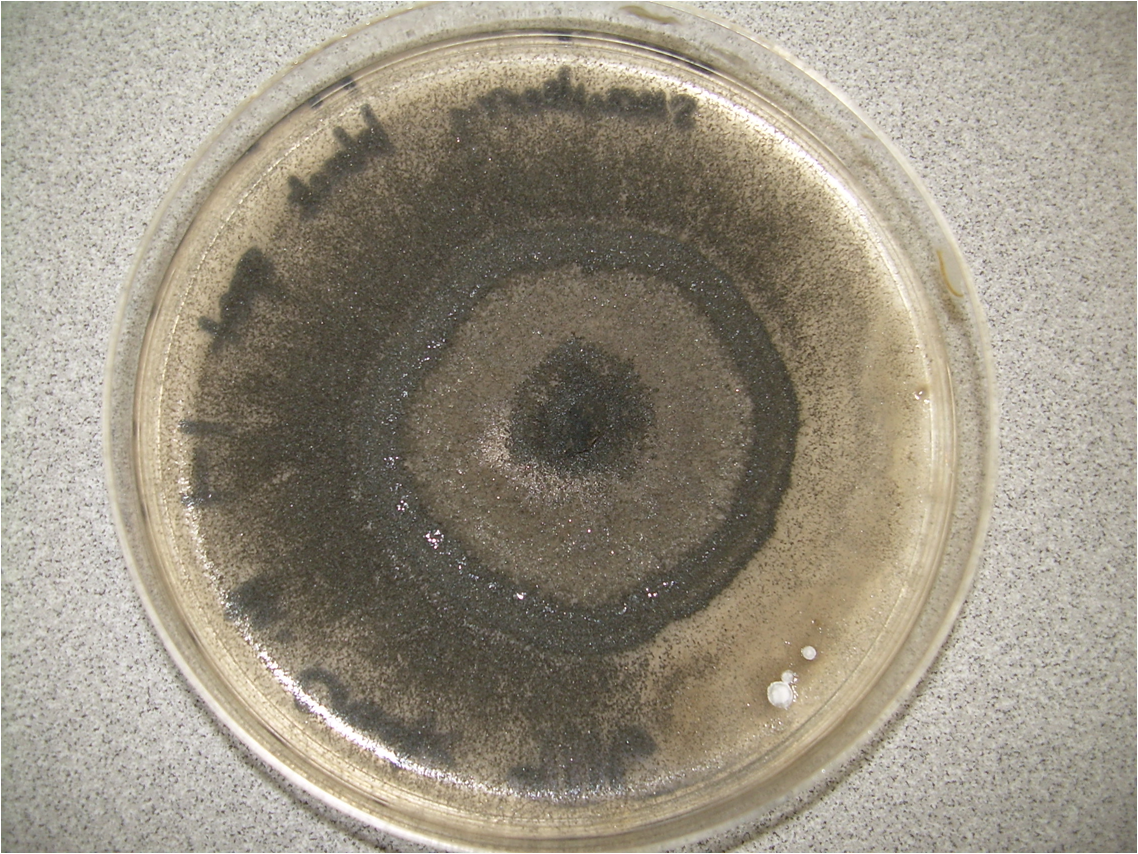
Cultiu d'alternària en agar de creïlla i dextrosa
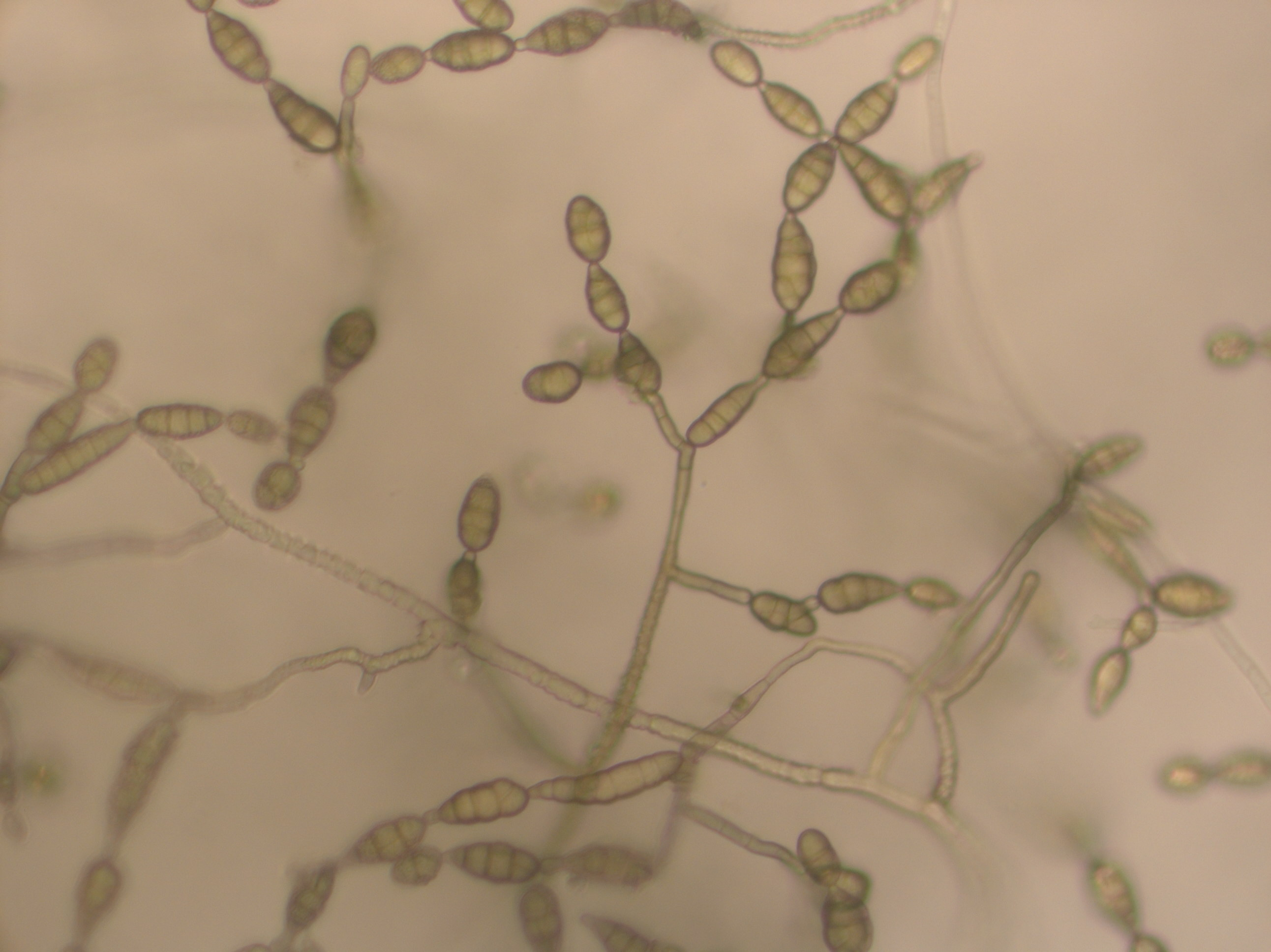
Conidis sobre conidiòfors (estructura arbòria)
Detall dels conidis